# سورنایا (باشقیرستان)
سورنایا (انگلیسی: Severnaya, Republic of Bashkortostan) یک شهرک در شهرستان استرلیتاماکسکی استان باشقیرستان کشور روسیه است.